# Centrum (Mikołów)

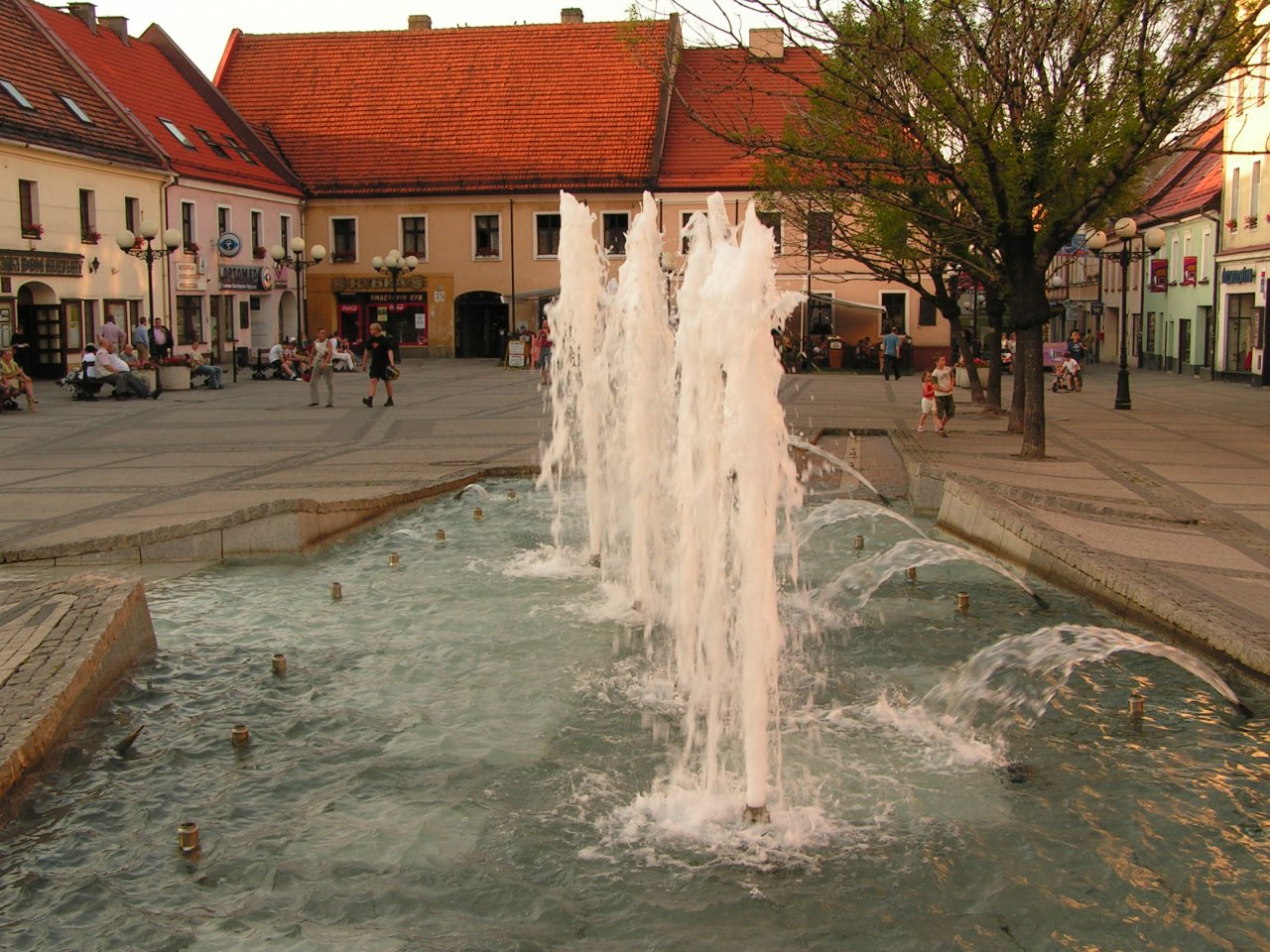
Mikołów – fontanna na rynku

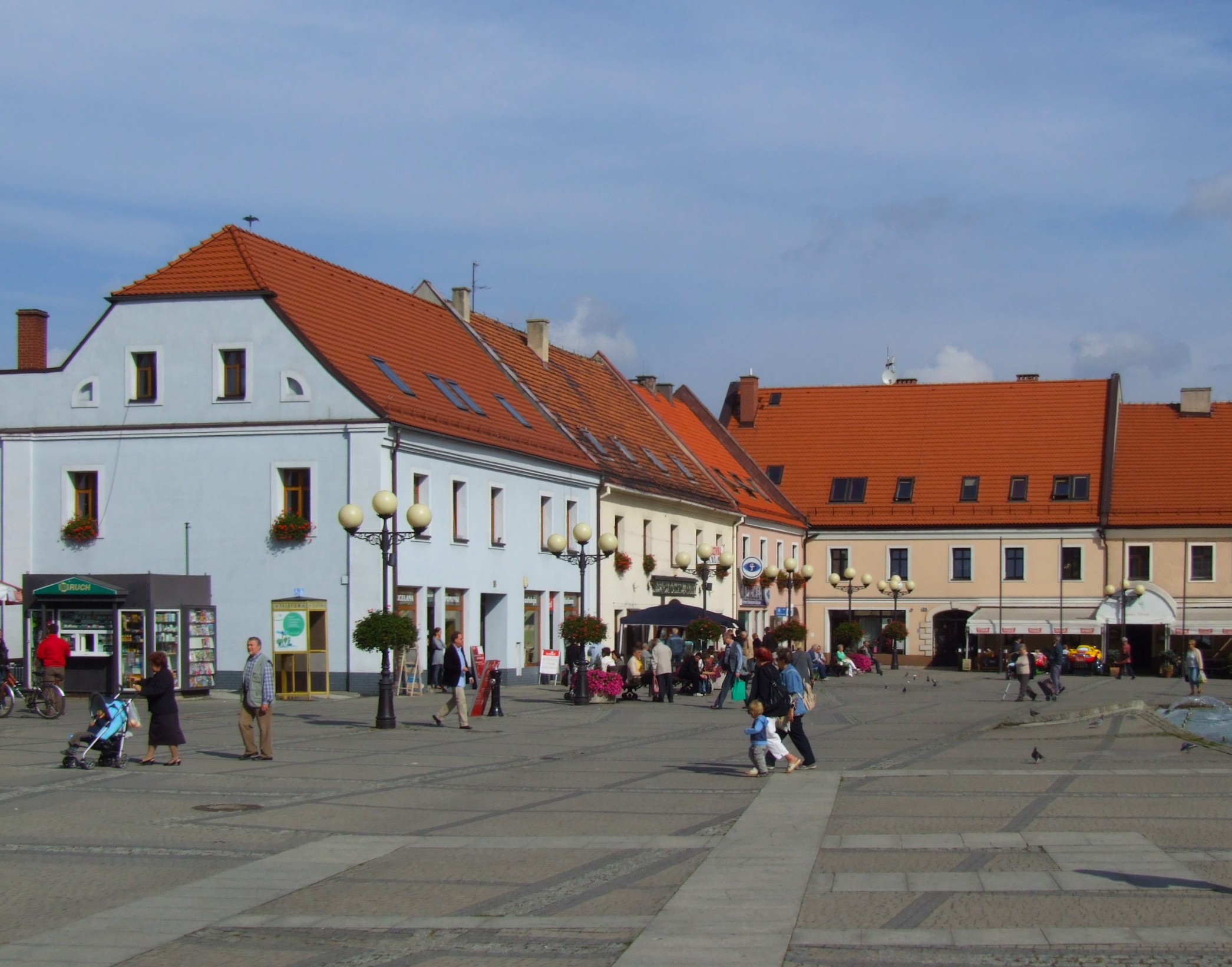
Kamieniczki na rynku

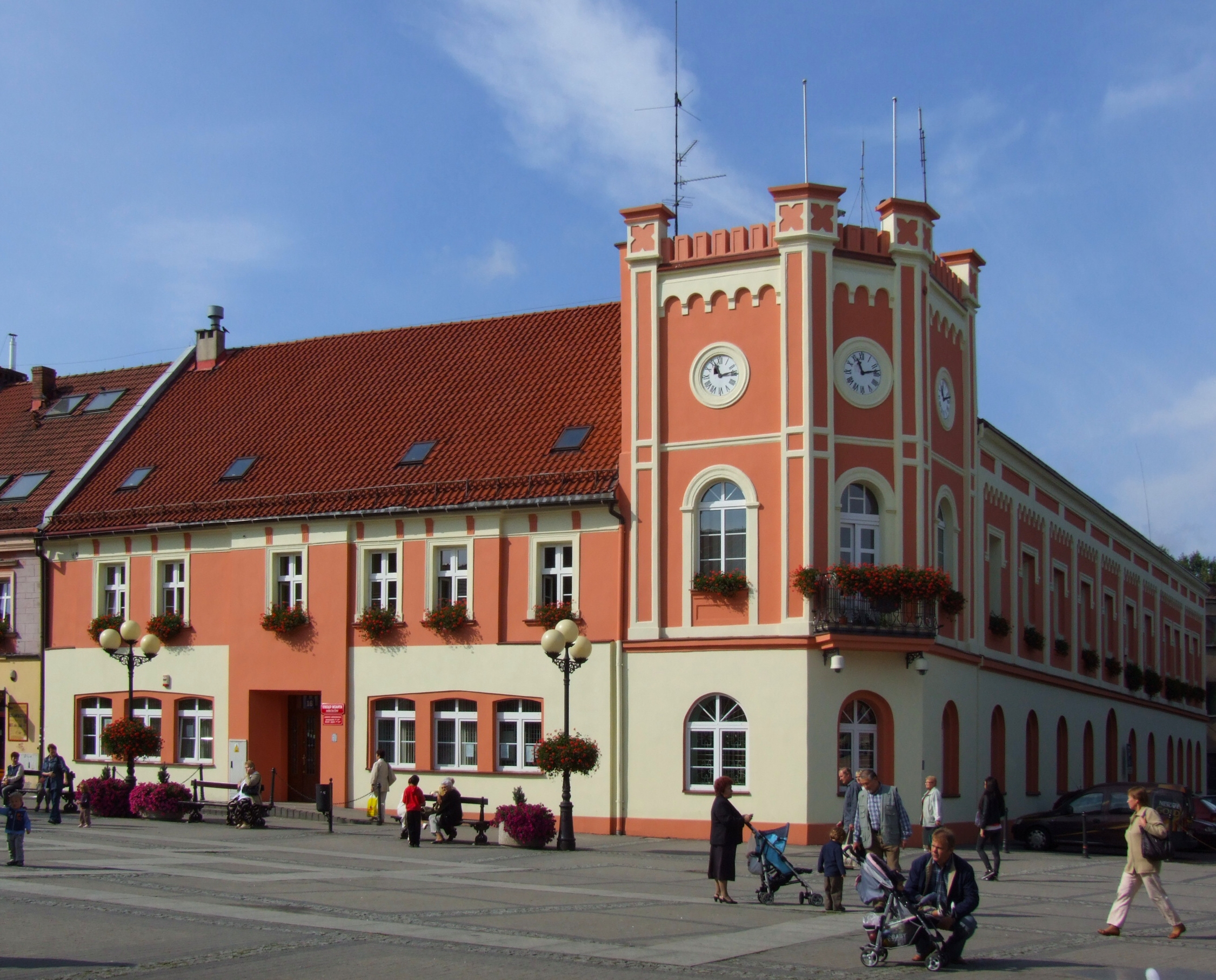
Ratusz

Centrum – dzielnica Mikołowa, zlokalizowana w centralnej części miasta.

## Charakterystyka
Najbardziej charakterystyczną częścią  dzielnicy Centrum jest odrestaurowany rynek z fontanną i ratusz z 1870 roku. Od rynku promieniście wychodzą wąskie uliczki, wzdłuż których zlokalizowane są budynki głównie z XVIII i XIX wieku.

## Architektura

### Zabytki
Według rejestru zabytków Narodowego Instytutu Dziedzictwa na listę zabytków wpisane są obiekty:
- dom, Rynek 1, XVIII, XIX, nr rej.: 685/66 z 31.05.1966
- dom, Rynek 6, XVIII, XIX, nr rej.: 686/66 z 31.05.1966
- dom, Rynek 13, XVIII, nr rej.: 681/66 z 31.05.1966
- dom, Rynek 14, XVIII, nr rej.: 284 z 1.03.1950
- dom, Rynek 15, XVIII, nr rej.: 687/66 z 31.05.1966
- dom, Rynek 18, XVIII, XIX, nr rej.: 688/66 z 31.05.1966

### Obiekty użyteczności publicznej
- Miejski Dom Kultury
- Miejska Biblioteka Publiczna wraz z kinem studyjnym[2]

### Pozostałe obiekty
- fontanna – układ fontanny oddaje kształt rynku widziany z lotu ptaka. Jedyną nieścisłością jaka może obserwatorowi rzucić się w oczy jest jej wschodnia, schodkowa odnoga przedstawiająca dojście do ul. św. Wojciecha. Przed odnową rynku faktycznie znajdowały się tu schody, lecz w czasie remontu zlikwidowano je na rzecz łagodnego, pochyłego zjazdu. Obok fontanny na płycie odrestaurowanego rynku jest zarysowany czarnymi płytami kształt i dawne usadowienie ratusza miejskiego sprzed „wielkiego pożaru”[3][4].